# Derventa
Pour les articles homonymes, voir Derventa (homonymie).
Derventa (en serbe cyrillique : Дервента) est une ville et une municipalité de Bosnie-Herzégovine située au nord de la république serbe de Bosnie. Selon les premiers résultats du recensement bosnien de 2013, la ville intra muros compte 12 680 habitants et la municipalité 30 177.

## Géographie
Derventa est une ville du nord de la Bosnie-Herzégovine et de la république serbe de Bosnie. Elle est située dans la vallée de la rivière Ukrina, un affluent droit de la Save. La municipalité est entourée par celles de Srbac, Brod, Modriča, Doboj et Prnjavor ; au nord, elle est limitrophe de la Croatie.

## Localités de la municipalité de Derventa

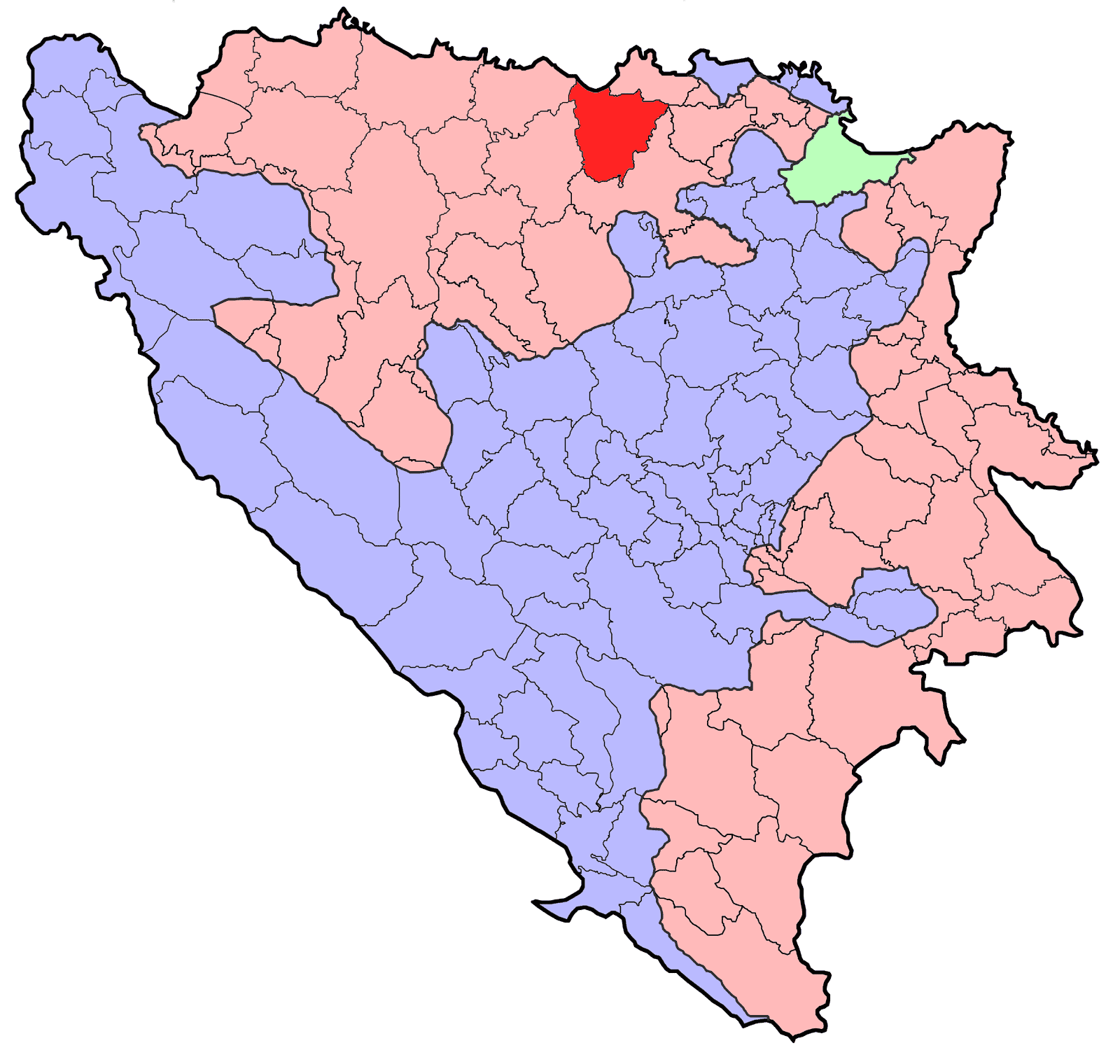
Localisation de la municipalité de Derventa en Bosnie-Herzégovine

La municipalité de Derventa compte 57 localités :
| - Agići - Begluci - Bijelo Brdo - Bosanski Dubočac - Brezici - Bukovac - Bukovica Mala - Bukovica Velika - Bunar - Cerani - Crnča - Dažnica - Derventa - Donja Bišnja - Donja Lupljanica | - Donji Detlak - Donji Višnjik - Drijen - Gornja Bišnja - Gornja Lupljanica - Gornji Božinci - Gornji Detlak - Gornji Višnjik - Gradac - Gradina - Kalenderovci Donji - Kalenderovci Gornji - Kostreš - Kovačevci - Kulina | - Kuljenovci - Lug - Lužani - Lužani Bosanski - Lužani Novi - Mala Sočanica - Mišinci - Miškovci - Modran - Osinja - Osojci - Pjevalovac - Pojezna - Poljari - Polje | - Rapćani - Stanići - Šušnjari - Tetima - Trstenci - Tunjestala - Velika - Velika Sočanica - Vrhovi - Zelenike - Žeravac - Živinice |

## Démographie

### Villeintra muros

#### Évolution historique de la population dans la villeintra muros
| 1948  | 1953  | 1961  | 1971   | 1981   | 1991   | 2013   |
| ----- | ----- | ----- | ------ | ------ | ------ | ------ |
| 9 008 | 9 133 | 9 843 | 11 824 | 14 357 | 17 748 | 12 680 |

|  |

### Municipalité

#### Évolution historique de la population dans la municipalité
| 1971   | 1981   | 1991   | 2013   |
| ------ | ------ | ------ | ------ |
| 56 141 | 57 010 | 56 489 | 30 177 |

#### Répartition de la population par nationalités dans la municipalité (1991)
En 1991, sur un total de 56 489 habitants, la population se répartissait de la manière suivante :

## Politique
À la suite des élections locales de 2012, les 29 sièges de l'assemblée municipale se répartissaient de la manière suivante :
| Parti                                                        | Sièges |
| ------------------------------------------------------------ | ------ |
| Alliance des sociaux-démocrates indépendants (SNSD)          | 8      |
| Parti démocratique serbe (SDS)                               | 7      |
| Parti du progrès démocratique (PDP)                          | 4      |
| Parti paysan croate (HSS) - Nouvelle initiative croate (NHI) | 3      |
| Alliance démocratique nationale (DNS)                        | 2      |
| Parti socialiste (SP)                                        | 1      |
| Parti progressiste serbe (SNS)                               | 1      |
| Parti démocratique (DP)                                      | 1      |
| Parti social-démocrate de Bosnie-Herzégovine (SDP BiH)       | 1      |
| Union démocratique croate de Bosnie-Herzégovine (HDZ BiH)    | 1      |

Milorad Simić, membre de l'Alliance des sociaux-démocrates indépendants (SNSD), a été élu maire de la municipalité.

## Personnalités
- Vedran Ćorluka (né en 1986), footballeur
- Mile Kitić (né en 1952), chanteur folk
- Dara Bubamara (né en 1976), chanteur pop dont la famille est originaire de Derventa
- Miroslav Pejić (né en 1986), footballeur
- Mario Tokić (né en 1975), footballeur
- Abas Arslanagić (né en 1944), joueur de handball et entraîneur
- Muhammed Memić (né en 1960), joueur de handball
- Sulejman Medenčević (né en 1963), cinéaste
- Dragan Đurić (né en 1954), président du FK Partizan Belgrade
- Senad Lupić (né en 1960), footballeur
- Zoran Rankić (né en 1935), acteur
- Nikola Kalabić (1909-1946), commandant tchetnik